# Shrewley Tunnel
De Shrewley Tunnel is een scheepvaarttunnel bij Shrewley in het Engelse graafschap Warwickshire. De tunnel maakt deel uit van het Grand Union Canal, dat Londen met Birmingham verbindt, enkele kilometer ten noord van de Hatton Locks.
De tunnel is 396 m lang en wordt beheerd door British Waterways. De tunnel is een Site of Special Scientific Interest.
De tunnel werd geopend in 1799 bij de voltooiing van het Warwick and Birmingham Canal. Een tunnel was noodzakelijk omdat door de aanwezigheid van het dorp Shrewley geen sleuf in de berg kon gegraven worden. Een eind noordelijker, bij Rowington, werd wel een diepe sleuf gegraven.
De binnenzijde van de tunnel is uitzonderlijk nat, wat heeft geleid tot de vorming van druipsteenformaties.